# آیسیس (دی‌سی کامیکس)
آیسیس یا ایزیس (به انگلیسی: Isis) یک شخصیت خیالی ابرقهرمان و همچنین یک ایزدبانوی مجزا مصری در کتاب‌های کامیک آمریکایی منتشر شده توسط دی‌سی کامیکس و رسانه‌های مرتبط با آن است. این شخصیت با الهام از ایزدبانوی طبیعت و باززایی در اساطیر مصر به همین نام ساخته شده‌است. آیسیس یکی از معدود شخصیت‌هایی محسوب می‌شود که ابتدا در تلویزیون ظاهر شد و سپس برای کمیک‌ها دستمایه اقتباس قرار گرفت. تجسم اخیر این شخصیت ابرقهرمان برگرفته از آندره‌آ توماس، قهرمان اصلی مجموعه تلویزیونی آمریکایی اسرار ایزیس بود که به عنوان نیمه دوم برنامهٔ زنده تلویزیونی شزم!/زمانِ آیسیس محسوب می‌شد.
جدیدترین تجسم از این شخصیت ابرقهرمان در سال ۲۰۰۶ به دنیای دی‌سی معرفی شد که به عنوان همتای مؤنث شخصیت بلک ادم به‌شمار می‌رفت. آدریانا توماز در اصل به عنوان برده گروه جنایتکار اینترگنگ به‌شمار می‌رفت که در ازای رشوه به بلک ادم پیشکش شد. او در نهایت عاشق بلک ادم شد و از طریق مداخله شخصیت کاپیتان مارول تبدیل به یک قهرمان گردید. شخصیت ایزدگونه مصری او نیز در کتاب کمیک واندر وومن به تصویر کشیده شده‌است.
همچنین طلا اشرفی بازیگر شخصیت زازی توماز در سریال افسانه های فردا از سال ۲۰۱۷ است